# Lutera nigrita
Lutera nigrita är en skalbaggsart som beskrevs av Ohaus 1930. Lutera nigrita ingår i släktet Lutera och familjen Rutelidae. Inga underarter finns listade i Catalogue of Life.